# Avernosjön

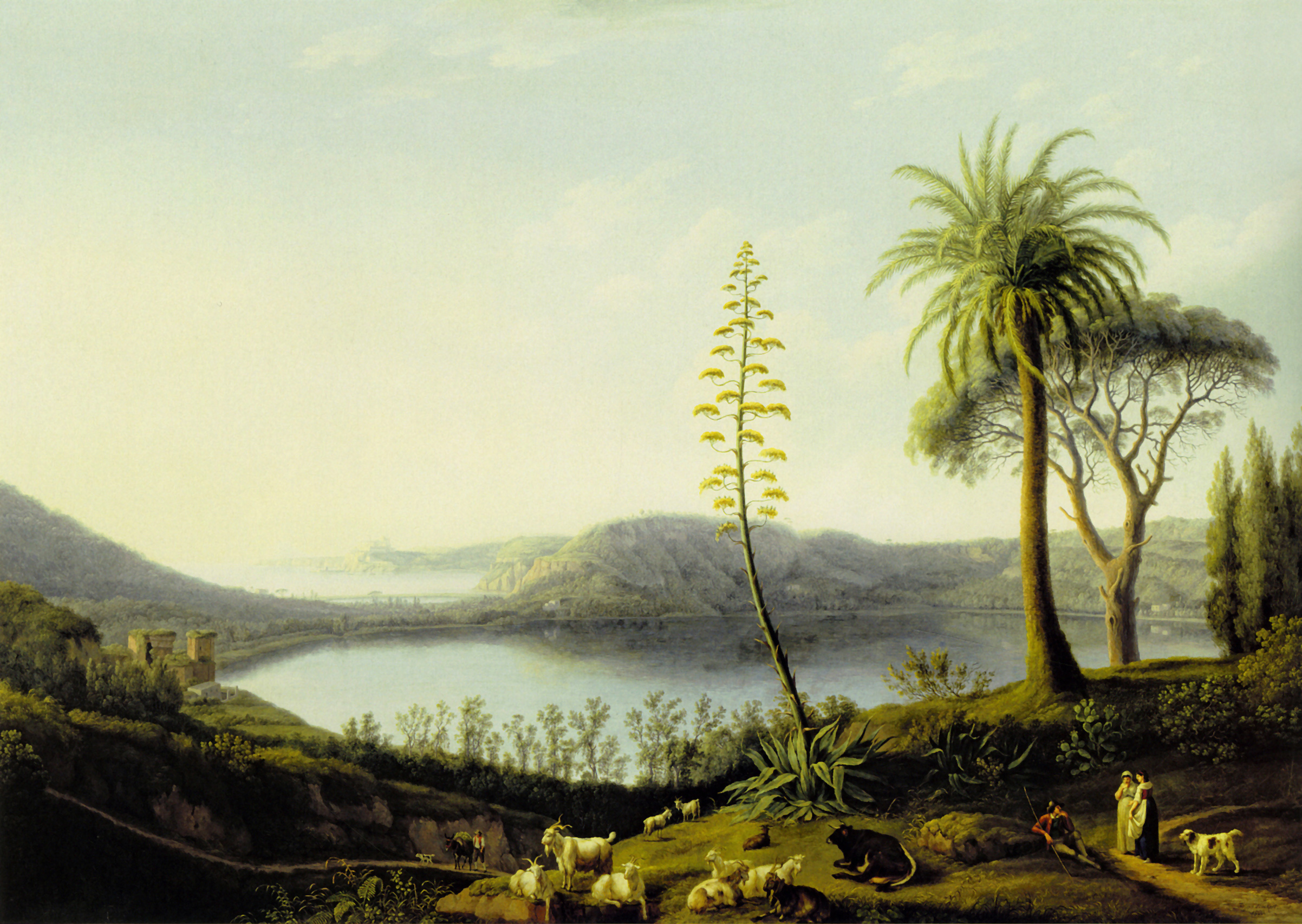
Vy över Avernosjön, målning av Jakob Philipp Hackert, 1800

Avernosjön (Lago d'Averno) är en kratersjö i en vulkankrater i Kampanien, Italien väster om Neapel. Sjöns omkrets är cirka 2 km, och den är 60 m som djupast. Namnet kommer från det grekiska ordet ἄ-ορνος (λίμνη), som betyder "fågelfri sjö". Den historiska avsaknaden av fåglar hade sin orsak i vulkaniska gaser som tidigare bubblade i sjön. I den romerska mytologin, framförallt i Vergilius nationalepos Aeneiden, var sjön ingången till undervärlden.
Avernosjön hade tidigare en naturlig förbindelse med havet och ingick i den romerska flottbasen Portus Julius. Hamnanläggningen påbörjades 37 f. Kr. under generalen Marcus Vipsanius Agrippa och namngavs efter den blivande kejsar Augustus. Den inkluderade även en annan sjö i samma område, Lago di Lucrino. Över en cirka 1 km lång konstgjord tunnel (Grotta di Cocceio) nåddes den antika staden Kyme. Tunneln existerade fram till 1940 men förstördes under Andra världskriget. Under det senaste utbrottet av Campi Flegrei 1536 fylldes förbindelsen till havet med jord- och stenmassor. Sjön är sedan dess nästan cirkelrund och klassificeras som maar. Under utbrottet som varade i ungefär tio dagar skapades bland annat Monte Nuovo.
Vid sjöns strand byggdes under romersk tid många villor och på sluttningarna odlades vindruvor. Ett tempel för Apollondyrkan finns kvar som ruin. Sjön och ruinerna var under 1700- och 1800-talet ett omtyckt motiv för romantiska landskapsmålare.
Sjön var länge i privatägo och tillhörde ett sällskap som har en Country Club vid stranden. Sällskapet köptes 2008 av en företagare som anklagades för organiserad brottslighet. Personens förmögenheter beslagtogs 2010 efter en domstol av den Italienska Republiken.